# جاكوب ليندغرين
جاكوب ليندغرين (بالإنجليزية: Jacob Lindgren)‏ هو لاعب كرة قاعدة أمريكي، ولد في 12 مارس 1993 في بيلوكسي في الولايات المتحدة.

## وصلات خارجية
- جاكوب ليندغرين على موقع دوري كرة القاعدة الرئيسي (الإنجليزية)
- جاكوب ليندغرين على موقعبيزبول رفرنس.كوم (الدوري الرئيسي) (الإنجليزية)
- جاكوب ليندغرين على موقعبيزبول رفرنس.كوم (الدوري الثانوي) (الإنجليزية)
- جاكوب ليندغرين على موقع إي إس بي إن.كوم (أم.أل.بي) (الإنجليزية)
- جاكوب ليندغرين على موقع مشجعي الرسوم البيانية (الإنجليزية)